# Clau de creu

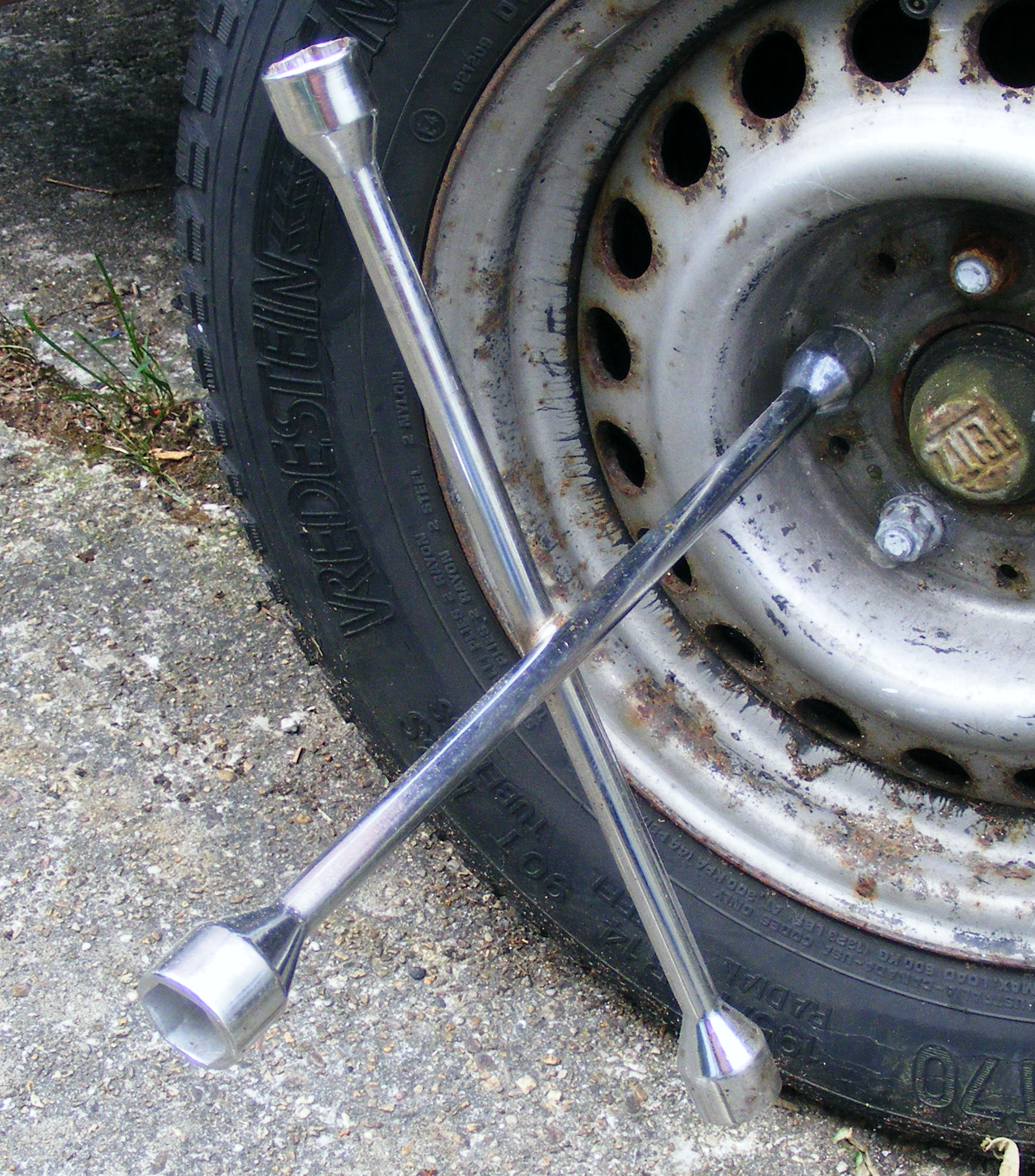
Clau de creu en ús

Una clau de creu o clau de roda és un tipus d'eina que s'usa per a collar o afluixar els cargols que subjecten les llantes dels automòbils. Està feta en forma de creu, amb diferents boques en cada un dels seus extrems, per a diferents mides de femelles o cargols.

## Parell de collament
Idealment, els cargols que subjecten una llanda s'han de collar amb una clau dinamomètrica, que són bastant més cares. Les claus de creu són més econòmiques, però no tenen la possibilitat de mesurar o limitar el parell de collament aplicat amb ella. Instal·lar una roda amb una clau de creu implica l'ús subjectiu a l'hora de prémer. Un parell de collament excessiu pot fer que es trenquin els caps dels cargols, les bases de les femelles, o que es deteriorin les rosques i, com a conseqüència, que siguin difícils de retirar o que es produeixi joc entre la llanda i la boixa. D'igual manera, un parell desigual entre cargols pot donar lloc a que el disc del fre de disc s'alabegi. Per això, l'ús d'un tornavís pneumàtic només es recomana a l'hora de d'afluixar els cargols de la roda, i no per al collament, encara que és freqüent fer-ho així per comoditat.
Quan es recol·loca una roda, s'han de prémer els cargols al principi amb la mà, seguint un ordre en creu, per presentar correctament la cara de suport de la llanda i centrar forats en els espàrrecs o en els cargols. Aleshores, s'ha de repetir el procés per assegurar la roda. Després d'això, i en deixar la roda en contacte amb el terra, procedir a prémer la roda amb clau, aplicant un parell de collament adequat, mai excessiu.
Un parell de collament insuficient pot tenir com a conseqüència que la roda s'afluixi en moviment. A causa d'això, és recomanable fer ús d'una clau dinamomètrica tan aviat com sigui possible. Així mateix, convé comprovar el bon ajust dels cargols després d'un temps d'ús, després que la llanta hagi sofert vibracions i cicles tèrmics.

## Altres claus per canvi de rodes en vehicles
Una altra clau molt usada, que es troba en molts automòbils, té un aspecte de L, amb una clau de got soldada al seu costat curt, mentre que l'altre extrem sol estar bisellat (com la punta d'un tallaferros), facilitant així la retirada dels possibles embellidors.